# إلكروس
إلكروس بالإنجليزية (LCROSS) هي اختصار لاسم مسبار فضاء خاص ابتكرته ناسا لاختبار وجود الماء على القمر. ويسمى المسبار: Lunar CRater Observation and Sensing Satellite أي  قمر صناعي يقيس ويراقب القمر . وقد أقلع المسبار مع قمر صناعي آخر مداري يسمي مستكشف القمر المداري  باستخدام صاروخ أطلس 5 كمرحلة أولى وصاروخ سنتاور كمرحلة أخيرة في 18 يونيو 2009 إلى القمر، على أن يجرى الاختبار خلال شهر أكتوبر. وهو أول إطلاق تجريه ناسا إلى القمر بعد غيبة زادت عن 10 أعوام. وتأمل به ناسا إعادة اهتمام الحكومة الأمريكية بإنشاء قاعدة علمية دائمة على القمر، يمكن منها القيام برحلات إلى الكواكب الأخرى أو استخراج معادن نادرة من القمر.
والهدف العملي الذي تقوم به ناسا بهذه البعثة هو إجراء اصطداما في أحد فوهات القمر بالصاروخ سنتاور الذي يبلغ وزنه 2 طن وأحداث انفجارا يمكن بدراسة غباره معرفة وجود الماء؛ ويقوم المسبار بأخذ القياسات المتعلقة بذلك الاختبار وإرسالها إلى الأرض. واختير فوهة في القطب الجنوبي للقمر واصطدم في 9 أكتوبر 2009.

## إعداد الصاروخ

المسار الذي اتخذه مسبار إلكروس قبل السقوط على القمر، المسار الأخضر ثم الأحمر. المدار "الأزرق" هو مدار القمر.

حركة مدار LCROSS بين
18 يونيو 2009 حتى 9 أكتوبر 2009
Moon•
LCROSS•
الأرض

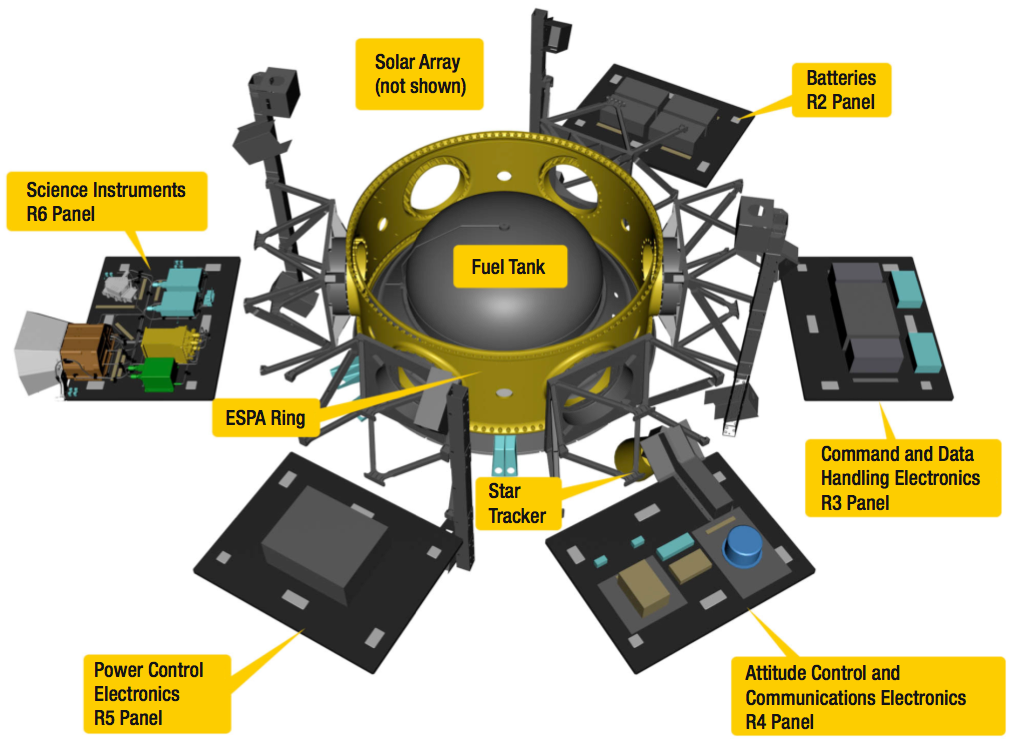
مسبار إلكروس وأجهزته العلمية.

يتكون إلكروس من جزئين: مسبار يقوم بالقياس، والمرحلة الأخيرة  سنتاور  للصاروخ الحامل من نوع أطلس 5. يظل هذان الجزءان مشبوكان أثناء الرحلة وينفصلا عن بعضهما عند الاقتراب من القطب الجنوبي للقمر. وعند إعطاء إشارة من الأرض يسقط سنتاور بوزنه الذي يبلغ 2 طن وسط الفوهة المختارة على القمر ويتسبب في سحابة من الغبار. ثم يتبعه بعد عدة دقائق المسبار إلكروس  في السقوط وبه أجهزة القياس ويدخل أولا السحابة المتكونة ويأخذ القراءات ويرسلها إلى الأرض حتى يرتطم هو الآخر بسطح القمر. في نفس الوقت يتابع مستكشف القمر المداري (LRO) تلك الأحداث من مدار حول القمر، كما تستطيع تلسكوبات على الأرض رصد ما يحدث.

## الإقلاع
بعد إقلاع الصاروخ أطلس حاملا المرحلة الثانية والمسبار إلكروس ومستكشف القمر المداري (LRO) بعدة أيام أجريت خلالها ثلاثة تحسينات على المسار اقتربت مرحلة الصاروخ سنتاور وما عليها من القمر يوم 23 يونيو 2009. وعلى بعد 8000 كيلومتر من القمر شوهدت منطقة الفوهة مندليف، والفوهة جودارد-سي وفوهة جيوردانو برونو. وهبطت المجموعة إلى ارتفاع 3200 كيلومتر من القمر وأخذت مسارا منحنيا واسعا يوصلها إلى الأرض. واختير مدار للمجموعة يشغل مستويا منحرفا عن مستوى دوران القمر حول الأرض بزاوية قدرها 70 درجة. وكان اختيار هذا المدار بحيث تجري المجموعة دورتين حول الأرض والقمر في الوقت الذي يجري فيه القمر ثلاثة دورات حول الأرض، بعدها يصبح إلكروس يوم 9 أكتوبر قريبا من القمر. وكانت تلك الدورتان بغرض التأكد من سلامة أجهزة القياس على إلكروس ومعايرتها، كما أجري تعديلان على المسار خلال 72 ساعة و 11 ساعة الأخيرة قبل الاصطدام.

## الاصطدام

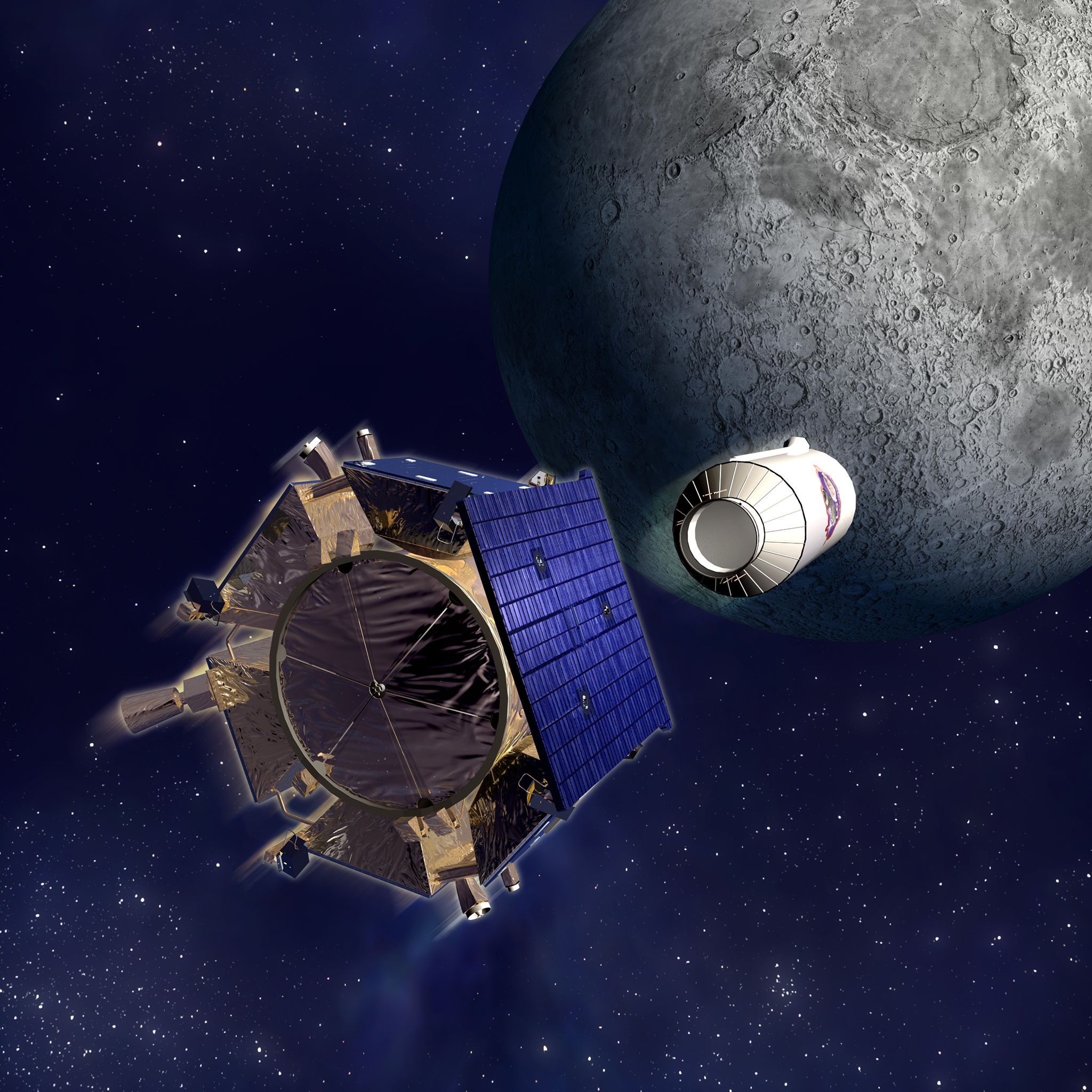
المسبار إلكروس (إلى اليسار) ويسبقه الصاروخ سنتاور في السقوط على القمر (صورة توضيحية).

يقع هدف الاصطدام الذي يحدث يوم 9 أكتوبر في الجزء الغربي من فوهة كابيوس، وهي فوهة في منطقة ظليلة تماما (لا يصلها ضوء الشمس) بالقرب من القطب الجنوبي للقمر. وكان اختيار هذه الفوهة على أساس احتمال كبير لوجود الماء فيها لابتعادها عن أشعة الشمس وحرارتها - وكذلك حسن الخلفية المظلمة للتصوير.
نحو 10 ساعات قبل الاصطدام انفصل إلكروس عن المرحلة الأخيرة من الصاروخ (سنتاور) وكذلك عن القمر الصناعي الذي سيراقب العملية من مدار حول القمر. وبينما أسقط سنتاور بسرعة قدرها 5و2 كيلومتر /ثانية بزاوية قدرها 70 درجة على القمر في تمام الساعة 11:31 بالتوقيت العالمي المنسق عمل إلكروس على تخفيض سرعته وأصبح بذلك 4 دقائق خلف سنتاور في السقوط. وخلال تلك ال 4 دقائق صعدت سحابة الغبار الناجمة عن اصطدام سنتاور الذي يبلغ وزنه 2 طن بالقمر بحيث استطاع إلكروس دخول الغبار وأخذ القياسات العلمية عليها وعلى مكوناتها، وإرسال تلك المعلومات إلى الأرض آنيا. ثم اصطدم المسبار إلكروس  هو الآخر بسطح القمر في تمام الساعة 11:36. (طبقا للخطة تكون إحداثيات اصطدام سنتاور عند 84,675° جنوب و 48,725° غرب القمر، ومكان اصطدام إلكروس بالقمر في 84,729° جنوب و 49,36° غرب، وتقوم ناسا حاليا (10 أكتوبر 2009) بالتحقق من صحة تلك الإحداثيات).
قام القمر الصناعي LRO المصاحب بالمتابعة ومراقبة إجراء التجربة من مدار حول القمر، وكذلك تتبع العملية تلسكوب الفضاء هابل. وقد نشرت خرائط للقمر عن منطقة الاصطدام في وسائل الإعلام تساعد هواة الفلك على التقاط الصور وتتبع الأحداث ثانية بثانية بواسطة التلسكوبات التي يمتلكونها>. إلا أن حجم السحابة المتكونة كان أصغر من المتوقع بحيث لم تستطع مراصد كبيرة على الأرض رؤياها مثل مرصدي كيك وجيميني بهاواي، مما خيب أمل الكثير من الباحثين. ولكن وصلت إلى ناسا بيانات لقياسات أجريت في مناطق أخرى من الطيف ومن المتوقع أن يستغرق تحليلها شهرين.

## العثور على الماء
أعلنت ناسا في 13 نوفمبر 2009 عن شواهد وجود الماء على القمر في سحابة الغبار المتكونة على إثر اصطدام الصاروخ سنتاور، إلا أن توزيع الماء وكثافته تحتاج إلى المزيد من الفحص العلمي. كما توجد شواهد أيضا من تحليل الطيف في منطقة الأشعة فوق بنفسجية تعزى إلى وجود الهيدروكسيل، والذي هو من نواتج انشقاق جزيء الماء تحت تأثير الأشعة الشمسية.
ونستخلص نسبة وجود الماء على القمر من تعليق أحد المختصين وهو روبرت زوبرين حيث يقول: «لقد تسببت حفرة الانفجار سعة 30 متر في انتشار نحو 10 مليون كيلوجرام من أحجار الريجوليث، ومن ضمنها 100 كيلوجرام من الماء. وهذا معناه تواجد الماء بنسبة 10 أجزاء في المليون جزء، وهي نسبة أقل بكثير عن نسبة الماء التي نجدها في أشد الصحراوات جفافا على الأرض. وبالمقارنة، فقد وجدنا على المريخ مساحات هائلة تحتوي على نسبة 600.000 جزء في المليون، أي نسبة 60 % ماء.»
في 21 تشرين الأول (أكتوبر) 2010، نشرت وكالة ناسا مزيدًا من البيانات، والتي تفيد بأنه أمكن اكتشاف كميات كبيرة من الماء والمواد المتطايرة الأخرى في سحابة الغبار.
تشير الدلائل من بعثات أخرى إلى أن هذه ربما كانت بقعة جافة نسبيًا، حيث يبدو أن الرواسب السميكة من الجليد النقي نسبيًا تظهر نفسها في حفر أخرى. وجد تحليل لاحق أكثر تحديدًا أن تركيز الماء يبلغ «5.6 ± 2.9٪ بالكتلة.» في 20 أغسطس 2018، أكدت وكالة ناسا وجود الجليد على السطح عند أقطاب القمر.

## صور
- إحدى الصور الأولى من القمر الصناعي لرصد واستشعار فوهة القمر (إلكروس) باستخدام كاميرا الضوء المرئي أثناء اللف حول القمر. يحتوي LCROSS على تسعة أدوات علمية تجمع أنواعًا مختلفة من البيانات المكملة لبعضها البعض.
- صورة بكاميرا الأشعة تحت الحمراء للقمر تم التقاطها بكاميرا الأشعة تحت الحمراء المتوسطة لرصد فوهة القمر واستشعارها (إلكروس). هذه هي أول صورة بالأشعة تحت الحمراء تم التقاطها للجانب البعيد من القمر.
- صورة أخرى لكاميرا الضوء المرئي للقمر التقطتها المركبة الفضائية إلكروس أثناء اللف حول  القمر.

- صورة الأشعة تحت الحمراء القريبة لفصل سنتاور عن  إلكروس   كما تُرى من  المركبة الفضائية LCROSS Shepherding
- صورة منتصف الأشعة تحت الحمراء (لون خاطئ) لفصل سنتاور عن إلكروس (أحمر-> ساخن ، أزرق-> بارد)
- STK   صورة للمركبة الفضائية LCROSS بعد انفصال سنتاور.

## اقرأ أيضاً
- مستكشف القمر المداري
- ديب امباكت
- برنامج سيرفيور
- ستارداست (مركبة فضاء)
- روسيتا